# 1664 na ciência

## Nascimentos
| Data            | Nome                      | Profissão              | Nacionalidade | Observações | Ref |
| --------------- | ------------------------- | ---------------------- | ------------- | ----------- | --- |
| 24 de janeiro   | Lars Roberg               | médico e anatomista    | Império Sueco | m. 1742     |     |
| 26 de fevereiro | Nicolas Fatio de Duillier | matemático e astrónomo | Suíça         | m. 1753     |     |
| fevereiro       | Thomas Newcomen           | inventor               | Inglaterra    | m. 1729     |     |

## Mortes
| Data        | Nome                | Profissão                     | Nacionalidade                                          | Observações | Ref |
| ----------- | ------------------- | ----------------------------- | ------------------------------------------------------ | ----------- | --- |
| 11 de julho | Johannes Janssonius | cartógrafo, editor e gravador | República das Sete Províncias Unidas dos Países Baixos | n. 1588     |     |
| ??          | John Goodyer        | botânico                      | Inglaterra                                             | n. 1592     |     |